# Ellen Wilkinson
Ellen Wilkinson, född 1891, död 1947, var en brittisk politiker (labour). Hon var utbildningsminister 1945–1947. Hon var den andra av sitt kön att bli minister i Storbritannien efter Margaret Bondfield.